# 10178 Ірікі
10178 Ірікі (10178 Iriki) — астероїд головного поясу, відкритий 18 лютого 1996 року.
Тіссеранів параметр щодо Юпітера — 3,674.